# Ступино-Каширская агломерация
Сту́пино-Каши́рская агломера́ция (реже встречается наименование Ступинско-Каширская агломерация) — полицентрическая городская агломерация, с центрами в городах Ступино и Кашира, расположенная на территории Ступинского и Каширского районов на юге Московской области. Население агломерации составляет до 175 тысяч человек, 62,4 % населения агломерации проживает в её центрах — Ступине и Кашире.
Согласно некоторым оценкам, существует более крупная 400-тысячная полицентрическая Серпуховско-Ступино-Каширская агломерация-конурбация.

## Состав агломерации
Состав агломерации приводится в соответствии с монографией Г. М. Лаппо «Города на пути в будущее». М.: Мысль, 1987. 237 с., а также в соответствии со статьёй Е. Н. Перцика и А. Г. Махровой «Агломерации второго порядка в Московском столичном регионе: развитие, границы, взаимосвязи» (в тематическом сборнике «Московский столичный регион.» М.: Мысль, 1988.). Различия между обоими источниками сводятся только к тому, что пгт Михнево согласно Г. М. Лаппо входит непосредственно в Московскую агломерацию и поэтому не входит в Ступино-Каширскую агломерацию, а по мнению Е. Н. Перцика и А. Г. Махровой Михнево является частью Ступино-Каширской агломерации.
| тип н.п. | Название | Население 14.10.2010 |
| -------- | -------- | -------------------- |
| город    | Ступино  | 66942                |
| город    | Кашира   | 41880                |
| город    | Ожерелье | 10444                |
| пгт      | Михнево  | 11286                |
| пгт      | Малино   | 3969                 |
| пгт      | Жилёво   | 2468                 |
| ВСЕГО    | ВСЕГО    | 143989               |

| наименование муниципального образования       | тип муниципального образования | площадь на 1.01.2009, км² | население на 1.01.2011 |
| --------------------------------------------- | ------------------------------ | ------------------------- | ---------------------- |
| Муниципальные образования Ступинского района: |                                |                           |                        |
| Ступино                                       | городское поселение            | 450,17                    | 75927                  |
| Михнево                                       | городское поселение            | 106,94                    | 15161                  |
| Малино                                        | городское поселение            | 237,23                    | 7453                   |
| Жилёво                                        | городское поселение            | 154,72                    | 5201                   |
| Семёновское                                   | сельское поселение             | 282,67                    | 5173                   |
| Муниципальные образования Каширского района:  |                                |                           |                        |
| Кашира                                        | городское поселение            | 52,53                     | 42214                  |
| Ожерелье                                      | городское поселение            | 20,20                     | 10763                  |
| Домнинское                                    | сельское поселение             | 201,27                    | 3532                   |
| Топкановское                                  | сельское поселение             | 11,87                     | 3063                   |
| Знаменское                                    | сельское поселение             | 88,67                     | 2950                   |
| Колтовское                                    | сельское поселение             | 75,35                     | 2932                   |
| ВСЕГО                                         | ВСЕГО                          | 1681,62                   | 174369                 |